# استانیسلاو نویمان
استانیسلاو نویمان (چکی: Stanislav Neumann؛ ۱۶ ژوئیه ۱۹۰۲ – ۱۹ فوریهٔ ۱۹۷۵) بازیگر اهل چکسلواکی بود. او از سال ۱۹۳۰ تا ۱۹۷۳ در بیش از نود فیلم ظاهر شد.
از فیلم‌ها یا برنامه‌های تلویزیونی که وی در آن نقش داشته‌است می‌توان به اعتصاب، شاهدخت سرفراز اشاره کرد.